# 児玉ユウスケ
児玉ユウスケ（こだま ユウスケ、1983年7月4日 - ）は、日本のフリーランスのナレーター｡

## 主な仕事

### TV番組
- ニノさん ニノさん大賞2016（日本テレビ）[1]
- バドミントン スディルマンカップ2017（TBSチャンネル）[1]
- リオデジャネイロパラリンピック（2016年、NHK）[1]
- こんにちは!動物の赤ちゃん10周年SP（2017年12月24日 NHK総合）[2]
- THE TIME,（2023年10月2日 - TBSテレビ ）

### CM
- トヨタホームつくし[1]
- セキスイハイム北九州[1]

### ラジオ
- エフエムキタ